# サプリ (イタリア)
サプリ（伊: Sapri）は、イタリア共和国カンパニア州サレルノ県にある、人口約6,700人の基礎自治体（コムーネ）。

## 地理

### 位置・広がり

#### 隣接コムーネ
隣接するコムーネは以下の通り。括弧内のPZはポテンツァ県所属を示す。
- マラテーア (PZ)
- リヴェッロ (PZ)
- トッラーカ
- トルトレッラ
- ヴィボナーティ